# Северный (Удмуртия)
Северный — село (до 2004 года — посёлок) в Сарапульском районе Удмуртской республики. Административный центр муниципального образования со статусом сельского поселения Северное.

## История
В 1964 г. Указом Президиума ВС РСФСР поселок Сарапульского районного отделения «Сельхозтехника» переименован в Северный.

## Население
| 2010 | 2012  |
| ---- | ----- |
| 2063 | ↗2102 |